# Brachypalpoides lentus
Brachypalpoides lentus је инсект из реда двокрилаца и породице осоликих мува.

## Распрострањење
Ареал ове врсте је од Скандинавије до Пиринеја и централне Шпаније, Ирска кроз централну Европу у европске делове Русије; јужне Европе, Балкана и даље у Малу Азију. У Србији је Brachypalpoides lentus присутан. Преферира шумска станишта са старим стаблима, посебно са буквом, смрчом и храстом , укључујући и зимзелене храстове шуме.

## Опис
B. lentus је велика од 11-14 мм. Претежно је црне боје са израженом црвеном траком испод крила. Карактеристика ове врсте су дугачке ноге, а задњи пар је задебљао у основи и длакав. Слична врсти Xylota segnis, од које је већа. Ларве живе у старом и трулом двету. Имаго је активан у пролећним и летњим месецима.

## Синоними
- Brachypalpoides ignavus
- Xylota lenta Meigen, 1822
- Xylotomima lenta (Meigen, 1822)
- Zelima lateralis Szilády, 1940